# 12. armija (Austro-Ugarska)
12. armija (njem. 12. armee) je bila vojna formacija austrougarske vojske u Prvom svjetskom ratu. Tijekom Prvog svjetskog rata trebala je djelovati na Istočnom bojištu.

## Povijest
Dvanaesta armija je formalno formirana u srpnju 1916. tijekom Brusilovljeve ofenzive. Točnije formiran je stožer armije na čijem čelu je kao zapovjednik trebao biti austrougarski prijestolonasljednik nadvojvoda Karlo. Armija kao stvarna vojna formacija međutim, nikada nije ustrojena. Naime, ubrzo nakon formalnog osnivanja, ustrojena je Grupa armija nadvojvoda Karlo, te je stožer 12. armije postao stožer novoformirane grupe armija.

## Zapovjednici
nadvojvoda Karlo (4. srpnja 1916. – 13. kolovoza 1916.)

## Načelnici stožera
Alfred von Waldstätten (4. srpnja 1916. – 13. kolovoza 1916.)

## Vanjske poveznice
(eng.) 12. armija na stranici Austrianphilately.com  Arhivirana inačica izvorne stranice od 7. listopada 2014. (Wayback Machine)

(eng.) 12. armija na stranici Austro-Hungarian-Army.co.uk